# Calceolaria paposana
Calceolaria paposana är en toffelblomsväxtart som beskrevs av Rodolfo Amando Philippi. Calceolaria paposana ingår i släktet toffelblommor, och familjen toffelblomsväxter. Inga underarter finns listade i Catalogue of Life.